# 努拉基
努拉基（義大利語：Nurachi），是意大利奥里斯塔诺省的一个市镇。总面积15.92平方公里，人口1748人，人口密度109.8人/平方公里（2009年）。ISTAT代码为095035。